# Torsten Carlius
Torsten Carlius (* 1939; † 23. November 2005 in Shanghai, China) war ein schwedischer Sportfunktionär, ehemaliger Präsident der WMA (World Masters Athletics Association) und seit 2005 Generalsekretär der WMA.

## Leben
Torsten Carlius war rund 40 Jahre in verschiedenen hohen Positionen des Schwedischen Leichtathletik-Verbandes tätig. International bekannt war er als Leiter der schwedischen Jugend- und Juniorenauswahl sowie schwedischer Delegierter bei dem jährlichen EAA-Kalender-Kongress und den Junioreneuropameisterschaften.
Carlius war langjähriger Präsident der WMA (World Masters Athletics Association); im Sommer 2005 wurde er in San Sebastian/Donostia zum  Generalsekretär der WMA gewählt. Carlius hat sich weltweit für seinen Einsatz für die Senioren-Leichtathletik Anerkennung verschafft.
Darüber hinaus war er Mitglied im IAAF Masters-Komitee, Präsidiumsmitglied der International Masters Games Association (IMGA) und beratendes Mitglied im Council der EVAA (European Masters Games Association).
Torsten Carlius starb am 23. November 2005 im Alter von 66 Jahren in Shanghai (China) an akutem Herzversagen.